# Pintura del Duecento

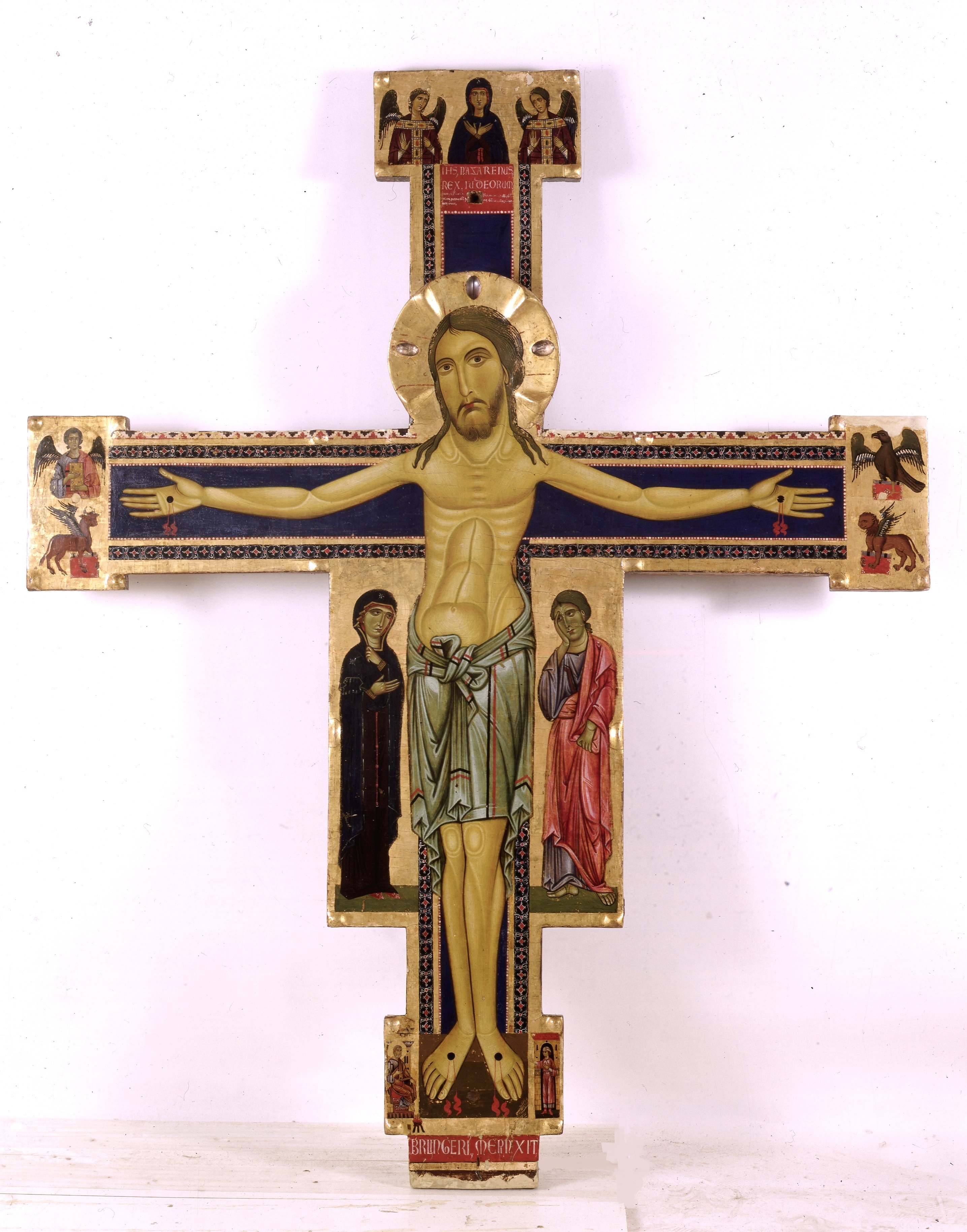
Taller de los Berlinghieri. CRUCIFIJO. Témpera sobre tabla. Hacia 1220. Pinacoteca Cívica de Lucca.

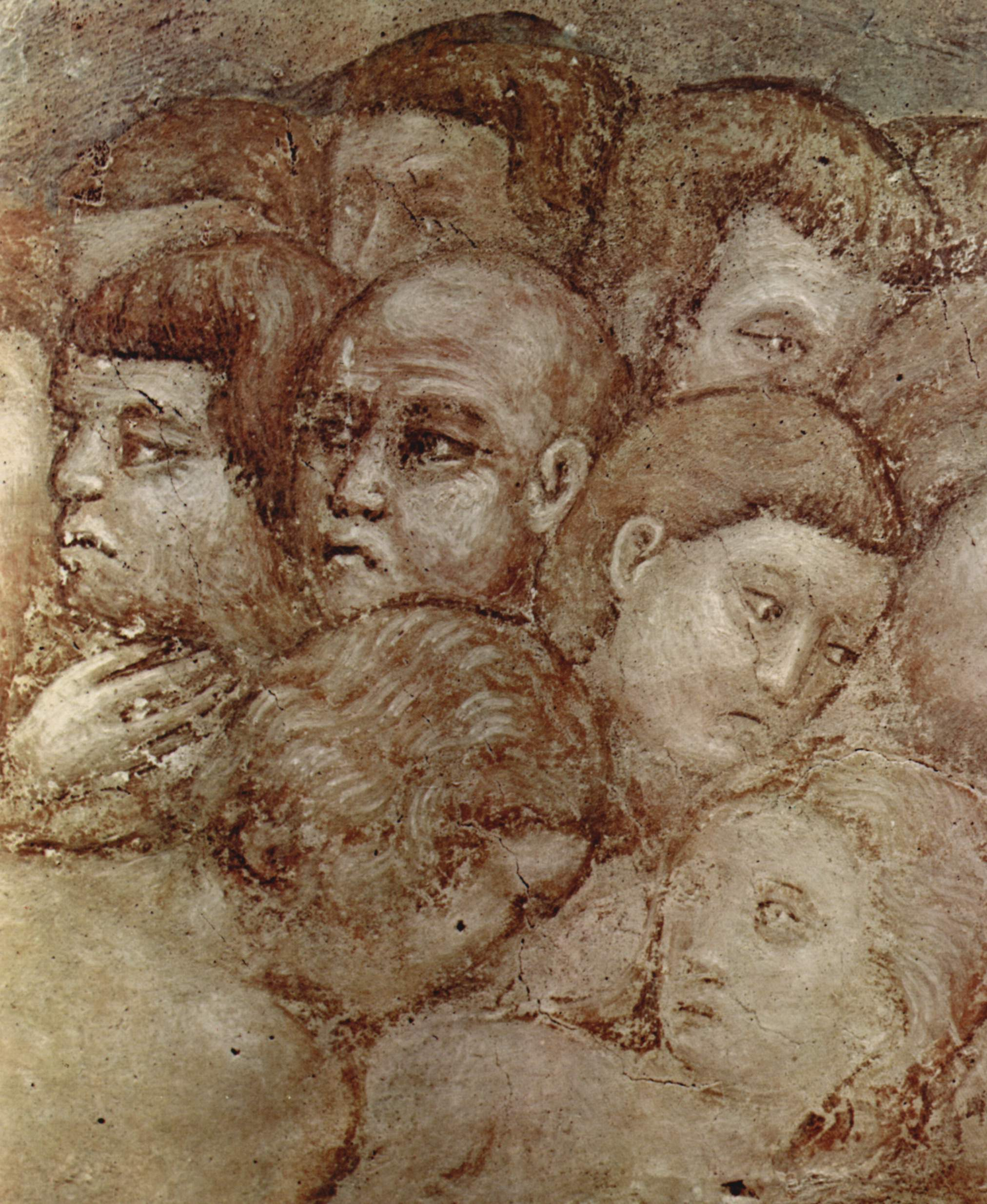
Pietro Cavallini. El JUICIO FINAL (detalle). Pintura al fresco. Hacia 1293. Iglesia de Santa Cecilia in Transtevere, Roma.

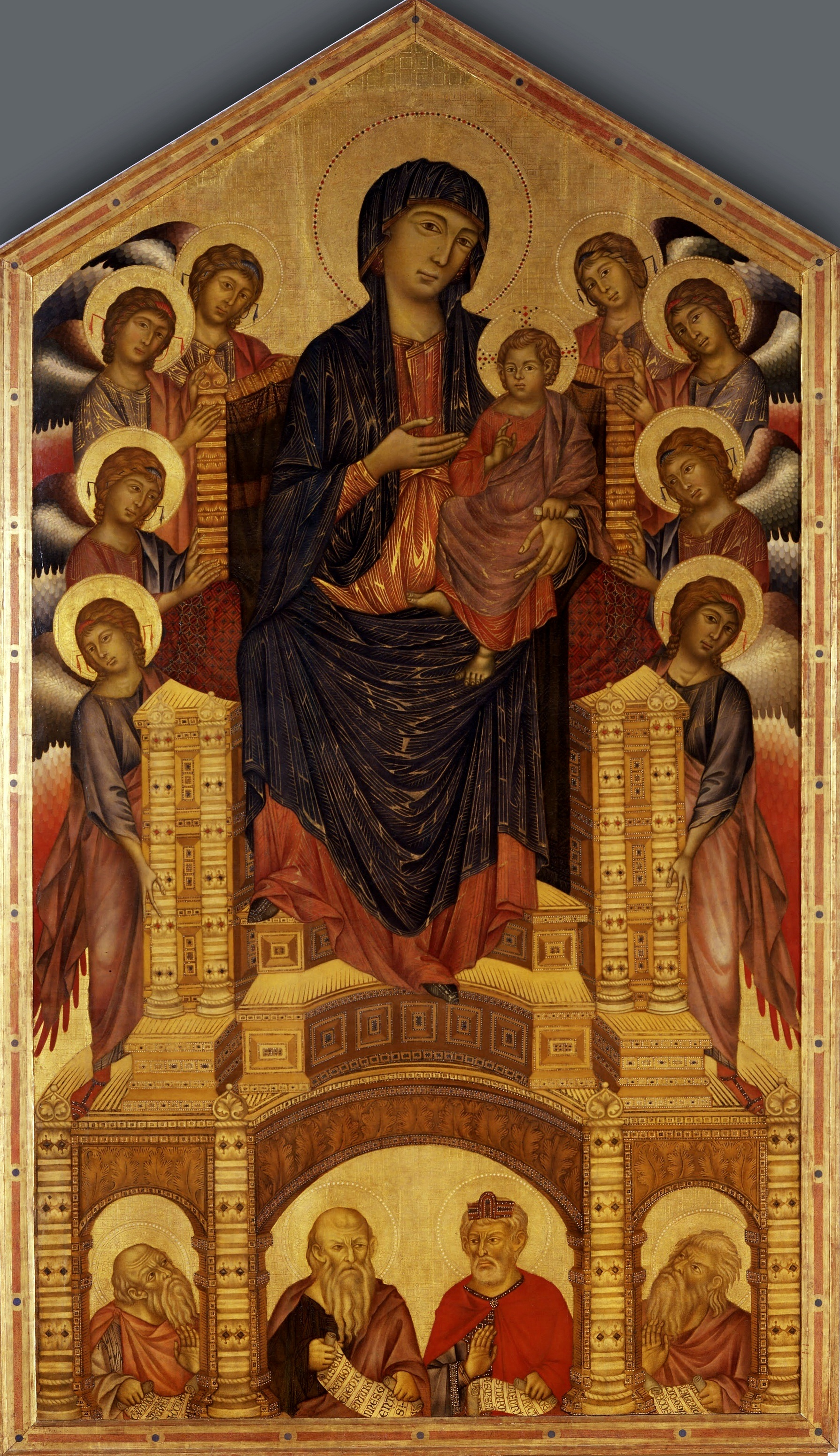
Cenni di Pepo, llamado Cimabue. MADONA IN MAESTA. Témpera sobre tabla. Hacia 1286. Iglesia de la Trinità, actualmente en la Galleria degli Uffizi, Florencia.

La Pintura del Duecento (del término italiano Duecento -Doscientos-, para referirse al numeral de los años del siglo XIII) se aplica al periodo de la pintura italiana que en otras partes de Europa Occidental corresponde al comienzo de la pintura gótica, y que en Italia tiene características propias. Proviene de una fusión de las tradiciones del arte bizantino, que fue la forma de pintar más extendida en la Italia medieval, con los primitivos estilos paleocristianos y la herencia del arte clásico. Esta evolución continuó en la Pintura del Trecento (siglo XIV), con las escuelas florentina y sienesa, que desarrollaron un nuevo lenguaje pictórico que finalmente desembocó en el Renacimiento del Quattrocento (siglo XV).

## Antecedentes
Los antecedentes de la pintura al fresco, en la Toscana del siglo XIII, se hallan en la propia evolución de las artes del dibujo y del color durante la Alta Edad Media en Italia. Las semillas iniciales del que llegará a ser un nuevo lenguaje pictórico se pueden ver ya en los frescos y mosaicos de la iglesia de San Clemente de Roma (hacia 1080), en los cuales a pesar de la artificialidad y rigidez del Arte Bizantino, omnipresente en toda la península italiana, se manifiesta la presencia de elementos de la tradición clásica o paleocristiana. En el mismo sentido podemos hablar de los mosaicos del ábside de Santa Maria in Transtevere (hacia 1145) acerca de la majestuosa humanidad de los personajes que preludia ya los estilos del siglo XIII.
Los mosaicos de la Basílica de San Marcos de Venecia (siglos XI a XIV) constituyen el mayor conjunto del estilo bizantino en Italia. Maestros del mosaico locales culminaron la obra que fue iniciada por artesanos orientales. En estos mosaicos se aprecia una mayor libertad de composición y unos fuertes acentos paleocristianos y románicos en la elección de los temas históricos o étnicos, muy próximos a las escenas cotidianas presentes en las esculturas de las catedrales, los cuales se superponen a los bizantinos (que son los temas principales: litúrgicos o teológicos) de tal forma que permiten a la crítica decir que en San Marcos los temas occidentales hablan en lenguaje bizantino. Es la maniera greca que reinará en la pintura italiana durante el Duecento.
El avance hacia un nuevo lenguaje pictórico sigue en la Toscana, donde las distintas tendencias de la pintura se concretaron en la actividad de cuatro escuelas vinculadas a las ciudades de Lucca, Pisa, Siena y Florencia, junto con la ciudad de Roma, que siempre fue el reducto más persistente de la tradición clásica frente al arte bizantino.
La arquitectura gótica nunca llegó a echar raíces en Italia, donde la forma de construir de las iglesias del Cister fue impulsada por los franciscanos y los dominicos. La nave, como recinto o lugar principal de la iglesia, se caracterizó por un cambio de las proporciones a favor de la anchura o por la restitución de los muros que se impuso en las iglesias toscanas de Santa Maria la Novella (1278) de Florencia o de Santa Maria sopra Minerva de Roma. En la iglesia de la Santa Croce (1294) de Florencia, el arquitecto Arnolfo di Cambio volvió al techo artesonado basilical, abandonando la bóveda gótica en una tendencia de la arquitectura que preludia el Renacimiento.

## Escuelas

### Pisa
La escuela de Pisa (Pisa) era decididamente bizantina con modelos tomados directamente de la iconografía oriental. En el mosaico del Baptisterio de Florencia, los artistas griegos venidos de Venecia y los artistas locales llevaron el manierismo bizantino hasta el paroxismo.

### Lucca
La escuela de Lucca (Lucca) tuvo, como la de Pisa, un desarrollo limitado. De la primera son algunos crucifijos pintados y la obra del taller de los Berlinghieri realizados según los cánones bizantinos con leves acentos derivados de la tradición románica como en el Cristo crucificado de la catedral de Sarzana del maestro Guglielmo (1138).

### Roma. Cavallini
En la Roma del siglo XIII, Pietro Cavallini (1240-1330), en los mosaicos del ábside de Santa Maria in Transtevere (1291) fundió la pintura de la tradición local y del arte paleocristiano con las convenciones bizantinas mediante una ordenación y un ritmo claro de las figuras, así como expresando un inicio de perspectiva en los edificios del fondo. Posteriormente, en el fresco del Juicio Final de Santa Cecilia in Transtevere (hacia 1293), sobre una composición donde todavía es patente la influencia bizantina o románica, desarrolla una innovadora riqueza de empastes de color en las figuras de los ángeles y los apóstoles reunidos en torno a Cristo, mientras cada uno de los personajes refleja un sentimiento de extraordinaria grandeza. La obra de Cavallini que influyó poderosamente en la escuela Florentina, tuvo su madurez en las obras napolitanas de Santa Maria Donnaregina, Santa Maria de Aracoeli y en la Catedral de Nápoles. 

### Florencia. Cimabue
En la Florencia del siglo XIII, Cenni di Pepo, llamado Cimabue (1240-1302) fue pintor, arquitecto y mosaísta que participó en la realización de los mosaicos de la cúpula del Baptisterio. En sus primeros años de actividad pinta el crucifijo de San Domenico de Arezzo donde mediante un juego de luces y sombras logra dar volumen al cuerpo así como una violenta expresión de dolor al rostro. Posteriormente viajó a Roma (1272) donde tomó contacto con el mundo clásico, con la pintura paleocristiana y románica y conoció a Pietro Cavallini. Este conjunto de influencias contribuyeron a liberarlo de los cánones y grafismos bizantinos de los cuales se muestra dependiente en todas sus obras.
En la “Madona in Maestá” (hacia 1286) de la Iglesia de la Santísima Trinidad de Florencia (actualmente en la Galleria degli Uffizi), Cimabue aun conserva la composición simétrica y la iconografía de los modelos bizantinos. La línea de oro que resalta los pliegues del vestido de la Virgen María es también una referencia a las técnicas del mosaico bizantino. Pero la búsqueda de una tercera dimensión en la visión en perspectiva del trono de la Virgen así como el intento de romper con el hieratismo de las figuras dándoles un carácter más humano que manifiesta en la expresividad de los rostros, preludian ya la preponderancia de la línea, del dibujo y del relieve como bases de un nuevo lenguaje pictórico.
Entre 1279 y 1284 Cimabue pintó, junto con sus discípulos, los frescos del coro de la iglesia inferior de Asís y los del crucero de la iglesia superior, en ellos realizó una síntesis entre los acentos bizantinos y los acentos clásicos o románicos, los cuales protagonizaron la dialéctica de la evolución de la pintura del Duecento en Italia.